# Хари и икономът
„Хари и икономът“ (на датски: Harry og kammertjeneren) е датски филм от 1961 година, комедия на режисьора Бент Кристенсен по негов сценарий в съавторство с Лейф Пандуро.
В центъра на сюжета е самотен възрастен мъж, който пази автоморга срещу правото да живее в бараката в нея. Той изненадващо печели от лотарията и решава да използва парите, за да си наеме за няколко седмици професионален иконом. Главните роли се изпълняват от Освалд Хелмут, Ебе Роде, Хенинг Морицен, Лизе Рингхейм.
„Хари и икономът“ е номиниран за „Оскар“ за чуждоезичен филм.